# Kiedrowyj (obwód tomski)
Kiedrowyj (ros. Кедро́вый) – miasto w Rosji, w obwodzie tomskim. W 2010 roku liczyło 2451 mieszkańców.